# Emilia Pelgander
Emilia Pelgander (3 maart 2004) is een voetbalspeelster uit Zweden. Ze speelt als middenvelder voor Leicester City WFC in de FA Women's Super League.

## Clubcarrière
Pelgander maakte in 2020 haar debuut in de Damallsvenskan in een wedstrijd tegen FC Rosengård. Nadat haar contract afliep, maakte Pelgander de overstap naar het Engelse Leicester City WFC. Op 27 januari 2024 tekende ze een drie en half jarig contract bij de club uitkomend in de FA Women's Super League. Ze maakte haar debuut voor Leicester City in een uitwedstrijd tegen Manchester City WFC op 4 februari 2022.

## Statistieken
| Seizoen | Club               | Land     | Competitie              | Wedstrijden | Doelpunten |
| ------- | ------------------ | -------- | ----------------------- | ----------- | ---------- |
| 2020    | KIF Örebro DFF     | Zweden   | Damallsvenskan          | 6           | 0          |
| 2021    | KIF Örebro DFF     | Zweden   | Damallsvenskan          | 16          | 1          |
| 2022    | KIF Örebro DFF     | Zweden   | Damallsvenskan          | 25          | 2          |
| 2023    | KIF Örebro DFF     | Zweden   | Damallsvenskan          | 25          | 2          |
| 2023/24 | Leicester City WFC | Engeland | FA Women's Super League | 8           | 0          |
| 2024/25 | Leicester City WFC | Engeland | FA Women's Super League | 5           | 0          |
| Totaal  | Totaal             | Totaal   | Totaal                  | 85          | 5          |

Laatste update: 6 januari 2025

## Interlandcarrière
Pelgander kwam uit voor Zweden -18, Zweden -19 en Zweden -23.

## Privé
Emilia is de dochter van voormalig voetballer Jonas Pelgander. Haar jongere zus Elsa Pelgander is eveneens professioneel voetbalster en komt uit voor het Italiaanse Juventus.